# Евдокимов, Анатолий Сергеевич
Анатолий Сергеевич Евдоки́мов (род. 21 ноября 1975, Москва) — российский шоумен, танцор и актёр, создатель и художественный руководитель «Evdokimov Fantasy Show».

## История
С первыми номерами стал выступать в ночном клубе, где работал барменом.
В 1998 году, по предложению директора московского клуба «Студио», было основано пародийное шоу «Фабрика грёз», в котором Анатолий Евдокимов набирался опыта в жанре синхробуфонады наряду с двумя профессиональными танцорами. Коллектив «Фабрика грёз» дважды становился лауреатом премии «Night Life Awards» в номинации «Лучшее клубное шоу».
В 2003 году Анатолий Евдокимов создает собственный коллектив «Divas Show». В последующие годы Анатолий Евдокимов поставил три музыкальных шоу — «Soundtrack» (2007), «Эволюция, или женщина глазами мужчины» (2008) и «Новогодняя феерия» (2009).
В своих выступлениях Анатолий Евдокимов создал образы многих зарубежных и российских исполнителей, среди которых Тина Тёрнер, Лайза Миннели, Глория Гейнор, Мадонна, Леди Гага, София Ротару и Эдита Пьеха. Известен участием в провокационном клипе группы «Руки Вверх!» на песню «Он тебя целует», вышедшем в 2002 году.